# Ferla
Ferla – miejscowość i gmina we Włoszech, w regionie Sycylia, w prowincji Syrakuzy.
Według danych na rok 2004 gminę zamieszkuje 2759 osób, 115 os./km².